# Khirbet al-Joz
Khirbet al-Joz is een dorp in Syrië gelegen aan de Turkse grens. De dichtstbijzijnde Turkse plaats is Guvecci, in het district Yayladağı. Bij het Syrische dorp is in 2011 een vluchtelingenkamp van Syrische burgers die op de vlucht zijn geslagen voor het geweld in hun land en door Turken worden geholpen.